# Comandante Faà di Bruno (1939)
«Команданте Фаа ді Бруно» (італ. Comandante Faà di Bruno) — військовий корабель, підводний човен типу «Марчелло» Королівських ВМС Італії за часів Другої світової війни.
Свою назву отримав на честь італійського офіцера Еміліо Фаа ді Бруно, який загинув під час битви біля Лісси.

## Історія створення
«Команданте Фаа ді Бруно» був закладений 28 квітня 1938 року на верфі компанії OTO у Ла-Спеції. 18 червня 1939 року він був спущений на воду, а 23 жовтня 1939 року увійшов до складу Королівських ВМС Італії.

## Історія служби
10 червня 1940 року на момент вступу Італії в Другу світову війну «Фаа ді Бруно» під командуванням лейтенанта Альдо Енрікі входив до 12-ї ескадри 1-ї підводної дивізії, що базувалася в Ла-Спеції.
Після двох місій у Середземномор'ї (з 10 по 16 червня та з 15 по 23 липня 1940 року біля узбережжя Орану) човен був призначений діяти в Атлантиці. 28 серпня 1940 року «Фаа ді Бруно» відряджений до італійської військово-морської бази BETASOM в Бордо.
Під час переходу човен здійснював патрулювання на південь від Азорських островів, тричі атакувавши торговельні судна — так 8 вересня він безрезультатно торпедував британський танкер Auris 8000 т, а 19 вересня ще одне судно.
31 жовтня «Фаа ді Бруно» вирушив у свій перший бойовий похід до Атлантики, патрулюючи західні підступи до Шотландії. 8 листопада 1940 року «Фаа де Бруно» при спробі атакувати конвой HX 84 ймовірно був виявлений та потоплений глибинними бомбами канадського «Оттава» та британського есмінців «Гарвестер».